# Messa per Rossini
Messa per Rossini je rekviem iniciované Giuseppe Verdim komponované na připomenutí prvního výročí smrti Gioachina Rossiniho. Podílelo se na něm 13 předních italských skladatelů. Rekviem mělo být provedeno 13. listopadu 1869 v bazilice sv. Petronia v Bologni, kde Rossini vyrůstal a strávil větší část svého života.

## Historie skladby
Verdi navrhl tuto spolupráci v dopise svému nakladateli Tito Ricordimu napsaném dne 17. listopadu 1868, čtyři dny po Rossiniho smrti. Rukopis měl být po provedení uložen v archivu konzervatoře v Pesaru, kterou Rossini založil.
Městská rada Bologne a Filharmonická akademie Bologne tuto myšlenku schválila. Byl vytvořen tříčlenný výbor složený z členů milánské konzervatoře (Lauro Rossi, Alberto Mazzucato, Stefano Ronchetti-Monteviti). Výbor vybral skladatele a rozdělil úkoly. Angelo Mariani souhlasil, že bude dílo dirigovat.
Mariani také současně organizoval Rossiniho oslavy v Pesaru, skladatelově rodišti, které byly plánovány na srpen 1869. Pozval rovněž Verdiho, který však odmítl s tím, že srpnové oslavy by oslabily chystané provedení zádušní mše. Mezitím výbor požádal impresária Teatro Comunale di Bologna, Luigi Scalaberniho (1823–1876), o zapůjčení sólistů, orchestru a sboru pro provedení v Bologni dne 13. listopadu. Scalaberni dne 6. října odmítl, protože podle jeho názoru by provedení mše ohrozilo úspěch jeho operní sezóny. Obecní úřad pak navrhl odložit vzpomínkové akce až na prosinec, po operní sezóně. Verdi měl námitky proti takovému zpoždění i k návrhu přemístit provedení do Milána. V dopise Ricordimu ze dne 27. října 1869 si Verdi stěžuje na zpoždění i na přemístění a za vzniklou situaci viní Marianiho. Všichni oslovení skladatelé svůj díl práce vykonali, Rekviem bylo dokončeno, ale k jeho provedení v roce 1869 nedošlo. Rukopis upadl v zapomnění. Giuseppe Verdi pak svůj příspěvek Libera me použil ve svém vlastním Rekviem.
Úplný rukopis Messa per Rossini byl objeven teprve v roce 1986 americkým muzikologem Davidem Rosenem a poprvé byla skladba uvedena na European Music Festival ve Stuttgartu v roce 1988. Ve Spojených státech byla Messa per Rossini provedena v říjnu roku 1989 v New Yorku. Sopránový part zpívala Gabriela Beňačková.

## Obsazení
- sólisté: soprán, alt, tenor, baryton, bas
- smíšený sbor (4 až 6 hlasů)
- orchestr: smyčcová sekce, 2 flétny, pikola, 2 hoboje, anglický roh, 2 klarinety, basklarinet, 4 fagoty, 4 lesní rohy, 4 trubky, 3 pozouny, ofiklejda, 4 tympány, basový buben, činely, gong, varhany

## Jednotlivé části díla a jejich autoři
| Skladatel                      | část              | věta                                                    | obsazení                                 |
| ------------------------------ | ----------------- | ------------------------------------------------------- | ---------------------------------------- |
| Antonio Buzzolla (1815–1871)   | I. Introitus      | Requiem e Kyrie                                         | sbor                                     |
| Antonio Bazzini (1818–1897)    | II. Sequentia     | 1. Dies Irae                                            | sbor                                     |
| Carlo Pedrotti (1817–1893)     | II. Sequentia     | 2. Tuba mirum                                           | sólo (baryton) a sbor                    |
| Antonio Cagnoni (1828–1896)    | II. Sequentia     | 3. Quid sum miser                                       | duet: soprán, alt                        |
| Federico Ricci (1809–1877)     | II. Sequentia     | 4. Recordare Jesu                                       | kvartet: soprán, alt, baryton, bas       |
| Alessandro Nini (1805–1880)    | II. Sequentia     | 5. Ingemisco                                            | sólo (tenor) a sbor                      |
| Raimondo Boucheron (1800–1876) | II. Sequentia     | 6. Confutatis 6. Oro supplex                            | sólo (bas) a sbor                        |
| Carlo Coccia (1782–1873)       | II. Sequentia     | 7. Lacrimosa 7. Amen                                    | sbor                                     |
| Gaetano Gaspari (1808–1881)    | III. Offertorium  | Domine Jesu Quam olim Abrahae Hostias Quam olim Abrahae | kvartet (soprán, alt, tenor, bas) a sbor |
| Pietro Platania (1828–1907)    | IV. Sanctus       | Sanctus Hosanna Benedictus Hosanna                      | sólo (soprán) a sbor                     |
| Lauro Rossi (1810–1885)        | V. Agnus Dei      | Agnus Dei                                               | sólo (alt)                               |
| Teodulo Mabellini (1817–1897)  | VI. Communio      | Lux aeterna                                             | trio: tenor, baryton, bas                |
| Giuseppe Verdi (1813–1901)     | VII. Responsorium | Libera me Dies Irae Requiem aeternam Libera me          | sólo (soprán) a sbor                     |